# 1903 no futebol
A seguir, são apresentados os eventos de futebol do ano 1903 em todo o mundo.

## Clubes fundados no ano
- 25 de março: Racing ( Argentina)[1]
- 26 de abril: Atlético de Madrid ( Espanha).[2]
- 15 de setembro: Grêmio ( Brasil).[3]

## Campeões nacionais
- Argentina - Alumni
- Bélgica - RC Bruxelles
- Escócia - Hibernian
- Hungria - Ferencvárosi
- Inglaterra - The Wednesday
- Irlanda - Distillery
- Itália - Genoa
- Suíça  - Young Boys
- Uruguai - Nacional

## Campeões regionais (Brasil)
- São Paulo - São Paulo Athletic